# Fritz Wilms (Politiker)
Fritz Wilms (* 28. September 1900 in Zweibrücken; † 6. Oktober 1976 in Kaiserslautern) war ein deutscher Politiker (FDP).

## Leben und Beruf
Wilms machte 1920 Abitur und absolvierte eine Lehre zum Schriftsetzer und Buchdrucker. Anschließend legte er die Meisterprüfung ab. 1938 gründete er in Kaiserslautern eine Druckerei. Nach dem Zweiten Weltkrieg war er Vorsitzender des Verbands Graphischer Betriebe in Rheinland-Pfalz und des Landesverbands der Haus- und Grundbesitzer.

## Politik
Wilms trat 1946 der FDP bei und wurde 1948 in den Stadtrat von Kaiserslautern gewählt. Ab 1950 war er Vorsitzender der FDP Pfalz. Von 1951 bis 1955 und von 1957 bis 1963 war er Abgeordneter des rheinland-pfälzischen Landtags. Dort war er von 1951 bis 1955 Landtagsvizepräsident.

## Ehrung
Das Land Rheinland-Pfalz ehrte ihn mit der Verleihung der Freiherr-vom-Stein-Plakette.